# Alyssa A. Goodman
Alyssa Ann Goodman (nacida el 1 de julio de 1962) es profesora Robert Wheeler Willson de Astronomía Aplicada en la Universidad de Harvard, ex codirectora de Ciencias en el Instituto Radcliffe de Estudios Avanzados, investigadora asociada del Instituto Smithsonian y directora fundadora de la Iniciativa Harvard en Computación Innovadora.

## Biografía
Originaria de Nueva York, Goodman asistió a la escuela secundaria Herricks High School en New Hyde Park, Nueva York . Más tarde, recibió su licenciatura en Física del Instituto Tecnológico de Massachusetts en 1984. Luego continuó su educación en la Universidad de Harvard, donde obtuvo un doctorado  en Física con la tesis: Interstellar Magnetic Fields: an Observational Perspective en 1989.

## Carrera
La investigación de Goodman se lleva a cabo en el Centro de Astrofísica de Harvard y Smithsonian en Cambridge, Massachusetts , donde estudia el gas denso entre las estrellas. En particular, su interés investigador es cómo el gas interestelar se organiza para formar nuevas estrellas.
Goodman también es investigadora principal del proyecto COMPLETE Survey of Star-Forming Regions, que mapea en su totalidad tres grandes regiones de formación estelar en la galaxia. La investigación personal de Goodman actualmente se centra principalmente en nuevas formas de visualizar y analizar los enormes volúmenes de datos creados por estudios astronómicos grandes y/o diversos. Ha trabajado en estrecha colaboración con Curtis Wong y Jonathan Fay en el proyecto Microsoft WorldWide Telescope  en Microsoft Research y la American Astronomical Society para crear, abrir el código fuente y mejorar el uso del WorldWide Telescope, un programa informático que ofrece un universo virtual en línea a investigadores y educadores. Goodman fue nombrada "Científica del Año" por la Fundación Harvard en 2015.
Ha trabajado en varios comités asesores institucionales y gubernamentales relacionados con datos, incluido el Consejo de Datos e Información de Investigación de la Academia Nacional,  y el Consejo de Big Data, Ética y Sociedad patrocinado por la NSF. De 2008 a 2009, Goodman fue "académica residente" en WGBH (estación de televisión del PBS), mientras estaba en un año sabático.
Fundó PredictionX, un programa de aprendizaje modular en Harvard que rastrea el esfuerzo de la humanidad por comprender el futuro.

## Honores
- Elegida miembro del Legado de la Sociedad Astronómica Estadounidense (2020)[12]
- Científica del año 2015 de la Fundación Harvard[13]
- Premio Book, Harvard (1998)
- Premio Newton Lacy Pierce de Astronomía de la Sociedad Astronómica Americana (1997)